# برنی (ایندیانا)
برنی (به انگلیسی: Berne) شهری در ایالت ایندیانا، ایالات متحده آمریکا است. در سرشماری سال ۲۰۰۰، جمعیت این شهر ۴،۱۵۰ نفر اعلام شد. برنی به علت جای دادن جمعیت زیادی از مردم آمیش شهرت دارد.

## تاریخ
برنی در سال ۱۸۵۲ میلادی به وسیله مهاجران سوئیسی تأسیس شد. نام این شهر بر پایه نام پایتخت کشور سوئیس، برن، است.

## جغرافیا
برنی در موقعیت ۴۰°۳۹′۲۹″ شمالی ۸۴°۵۷′۱۵″ غربی / ۴۰٫۶۵۸۰۶°شمالی ۸۴٫۹۵۴۱۷°غربی قرار گرفته‌است.